# Florencio Coronado Gutiérrez
Florencio Coronado Gutiérrez (* Ayacucho, Perú, 19 de febrero de 1918 - † Lima, 22 de octubre de  2009) fue un destacado concertista de arpa de música andina.

## Biografía
Florencio Coronado Gutiérrez aprendió a tocar a los 7 años el arpa de la mano de su mentor Daniel Morales. Ya en 1928 participó en el famoso festival que se realizaba en el Paseo de Amancaes, en el Rímac. Ese fue su primer premio. Luego ingresaría en el Club Musical de la Juventud Ayacuchana. A los 13 años, ante el receso del ”Instituto Fraterno”, ingresó a otro centro musical y más tarde, dejó su tierra natal contra la voluntad paterna, para recorrer los pueblos del Centro, a pesar de no contar con medios económicos; finalmente llegó a Lima en 1931. En la capital peruana participa en un concurso folklórico, realizado con motivo del “Día del Indio” y obtiene el primer premio: Medalla de oro. Desde entonces, el empresario Juan Lepiane se interesa y lo contrata para presentarlo en los diferentes cines de Lima, Callao y balnearios.
En 1932, ingresa a la antigua Radio Nacional de Lima, emisora que funcionaba en el jirón Washington, regentado por el extinto Guillermo Lazarte. Posteriormente, Coronado forma parte del Conjunto Cuzco, dirigido por el guitarrista abanquino Miguel Ángel Casas. Recorrió muchos países de América y Europa
Formó “La Compañía Peruana de Arte Folklórico Tahuantinsuyo”, con el cual inicia un arduo trabajo a favor del arte.
Estuvo casado con Delia Camac (SUMAC QOYLLUR) Soprano de Colatura con quien compartieron escenario en variadas presentaciones, con quien tuvo un hijo (Florencio Américo).
El 9 de junio de 1995 el gobierno peruano le otorgó una pensión vitalicia no heredable de 4 sueldos mínimos en reconocimiento a su aporte cultural en tiempos en los que el Perú se estaba reconstruyendo del estancamiento y retroceso de la economía que desde 1987 hasta 1993 el PBI per cápita retrocedió hasta el año 1961. 
Falleció víctima de una insuficiencia renal y de pancreatitis aguda, en el Hospital Edgardo Rebagliati de Lima. Sus restos fueron velados en los Servicios Funerarios de Cafae, sito en la avenida du Petit Thouars, para ser sepultados al día siguiente en el Cementerio Parque del Recuerdo, en Lurín.

## Condecoraciones
Recibió las condecoraciones Orden del Sol en el Grado de Comendador, otorgado por el Congreso peruano, la Orden del Servicio Civil en el Grado de Comendador, Las Palmas Magisteriales en el Grado de Amauta y otras al mérito otorgadas por el Senado de la República, 

### En el Perú
- 1964:  Orden del Sol en el Grado de Comendador.
- Palmas Artísticas
- La Orden al Mérito por Servicios Distinguidos
- Patrimonio Cultural Vivo del Perú

## Discografía
- Florencio Coronado: Arpa Peruana
- Florencio Coronado: Bajo el Cielo del Perú.